# سامالخا
سامالخا (به انگلیسی: Samalkha) یک منطقهٔ مسکونی در هند است که در هاریانا واقع شده‌است. سامالخا ۴۰٬۰۰۰ نفر جمعیت دارد و ۲۲۷ متر بالاتر از سطح دریا واقع شده‌است.